# 零時

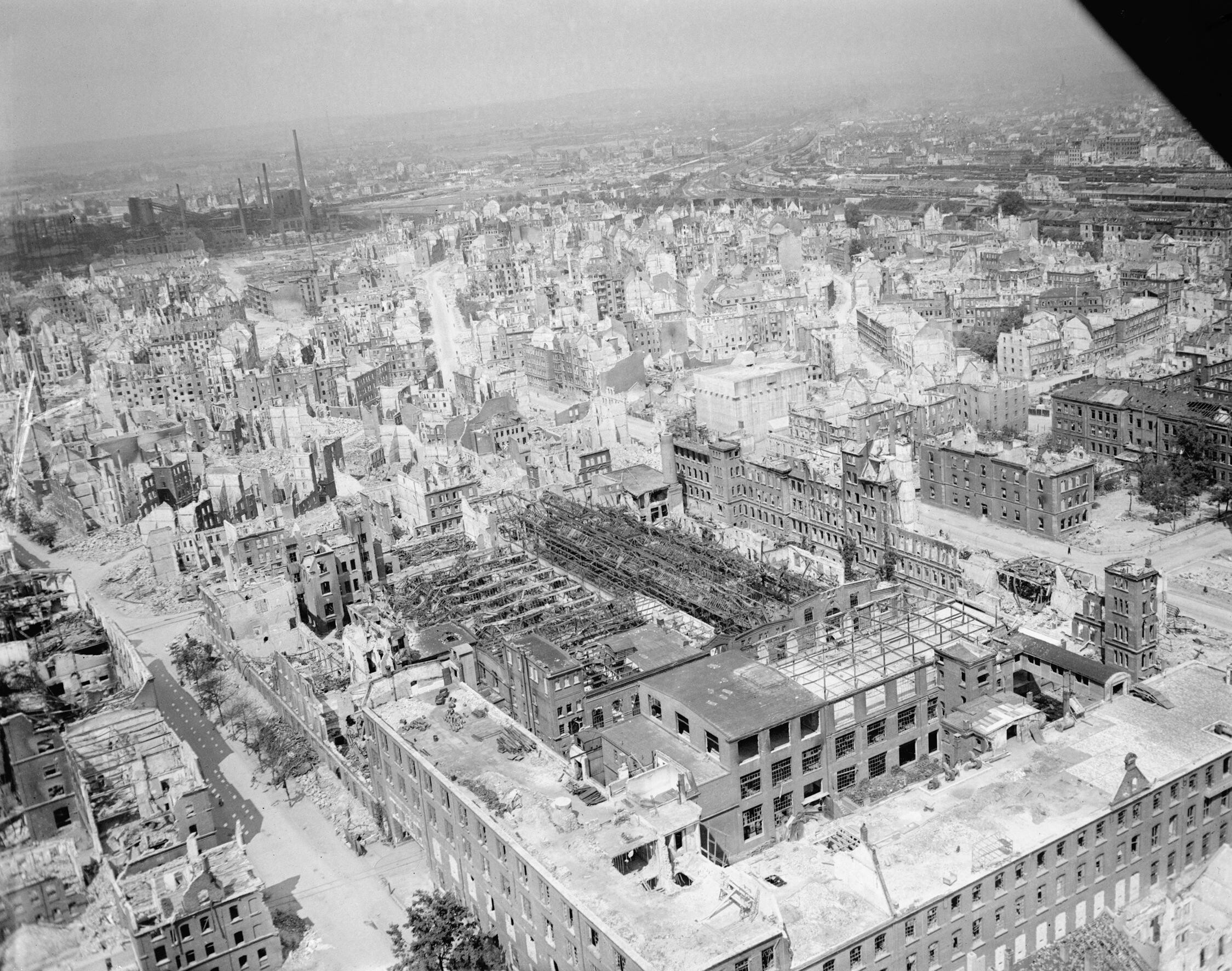
1945年5月28日，被夷為廢墟的紐倫堡

零時（德語：Die Stunde Null）專指德國1945年5月8日的午夜。它標誌著二戰歐洲戰場的結束和一個新的非納粹的德國的開始。此後德國試圖與納粹分離，佔領德國的盟軍也進行了去納粹化。
該術語意味著“與過去的徹底決裂和徹底的新開始”或“掃除舊的傳統和習俗”。當時的人們生活在一個飽受摧殘的國家——大約80%的基礎設施需要維修或重建——這有助於人們認為德國正在進入一個新的歷史階段。